# Koblek
Koblek je naselje v Občini Vojnik.